# 亚历山大·米哈伊洛维奇·戈尔恰科夫
亚历山大·米哈伊洛维奇·戈尔恰科夫（俄語：Александр Михайлович Горчаков，1798年6月4日（15日）—1883年2月27日（3月11日）），是俄国的政治家、外交官，曾担任俄国外交大臣、总理大臣。